# Sződemeter község
Sződemeter község (románul: Comuna Săuca) község Szatmár megyében, Romániában. Központja Sződemeter, beosztott falvai Keszi, Pele, Tasnádcsány, Tasnádszilvás.

## Népessége
A 2011-es népszámlálás adatai alapján a község népessége 1376 fő volt.